# Субстрат (мовознавство)
Субстрат (від лат. sub — «під» і stratum — «шар», тобто «нижній шар») у мовознавстві — в лінгвістиці так називають мову, яка впливає на іншу мову, що витискує її з ужитку. Це один з трьох видів мовних контактів; іншими словами під мовним субстратом слід розуміти «сукупність фактів і явищ усіх рівнів мови в поширеній на якійсь території мові, що походженням пов'язані зі зниклою мовою, яка раніше існувала на цій території».

## Опис явища
Скажімо, мова «А» посідає якусь територію. На тій же території з'являється мова «Б», принесена, наприклад, зовнішньою міграцією населення. Мови контактують і починають взаємодіяти. Мова «Б» поступово витісняє з ужитку мову «А»: носії мови «А» перестають її вживати та переймають мову «Б», як правило через те, що вважають мову «Б» більш доцільною і корисною для їх власних інтересів (економічних, політичних, культурних, соціальних тощо). Проте при цьому мова «А» впливає на мову «Б», тому що носії мови «А» свідомо чи підсвідомо зберігають якісь риси своєї мови (вимову, деякі явища з морфології і синтаксису), спілкуючись чужою. Менше за все такий вплив відчувається у словнику — запозичуючи чужу мову, перш за все вивчають її слова. Однак залишки лексики зниклої мови можуть зберегтися серед назв явищ чи речей, які не були знайомі прибулим носіям іншої мови та для яких вони не мали своїх слів, а також серед географічних назв, назв деяких тварин і рослин, що не були відомі прибульцям.
Такий тип впливу мови «А» на мову «Б» зветься субстратним, а мова «А» — субстратом для мови «Б».
Лінгвістичний субстрат дуже важко виділити, особливо коли субстратна мова і її найближчі родичі повністю вийшли з ужитку й вимерли. Є багато спірних теорій щодо субстратних взаємодій. Наприклад, деякі лінгвісти доводять, що японська мова складається з алтайського суперстрату, накладеного на австронезійський субстрат, чи що острівні кельтські мови є наслідком кельтського суперстрату який зазнав впливу афразійського субстрату.
Щоб вважати мову субстратом (а не адстратом чи суперстратом), її вплив на іншу мову повинен бути значно більшим, ніж наявність нечисленних випадкових запозичень чи той, що можна спостерігати при формуванні мовного союзу (ці явища вважаються результатами адстратної взаємодії), однак саме лексичні (особливо коли у поєднанні з граматичними явищами) запозиченнями здебільшого визначаються як мовний субстрат. Також цей вплив не повинен бути наслідком домінування (можливо, за давніх часів) субстратної мови над мовою-одержувачем впливу (така взаємодія вважається суперстратною). Субстратні сліди у мові виникають також внаслідок тривалої двомовності і етнічних контактів населення.
Якщо контакт між мовами відбувався дуже давно, і тип впливу однієї мови на другу важко визначити чітко, термін «субстрат» використовується за замовчуванням, як родовий, що має ширше значення, хоча насправді взаємодія може виявитись і адстратом, і навіть суперстратом.

## Приклади
Нижче наведено приклади мовних субстратів у деяких поширених мовах світу:
- У французькій мові, що належить до романських мов, значним мовним субстратом є галльська. Галли, народ кельтського походження, населяв сучасну територію розповсюдження французької мови до приходу туди римлян. Володіння латиною надавало численні можливості та переваги у політиці, торгівлі та культурі, тому кельтське населення Галлії згодом забуло свою мову й перейшло на латину, котра почала еволюціонувати у цьому регіоні, перетворюючись на сучасну французьку. Галльська мова зникла, але у французькій можливо виділити залишені нею рештки (загалом близько дев'яноста слів).
- для західно-романських мов узагалі характерний вплив, а значить наявність мовних субстратів, як кельтських, так і германських. Наприклад, у каталанській мові виділяють значний (порівняно з сусідньою іспанською) візіготський субстрат.
Див. про це детальніше в ст. Історія Каталонії.
- У румунській мові значним є дакійський мовний субстрат.
- Для української мови основним субстратом є північноіранський (скіфський).
- Зараз вважається доведеним, що ще на ранньому етапі формування германських мов вони зазнали потужного впливу якоїсь мови, що не належала до індоєвропейської сім'ї (близько чверті всієї давньогерманської лексики), однак щодо деталей цього процесу серед дослідників ще нема згоди (див. Догерманський субстрат).
- Наявність декількох (2 і більше) мовних субстратів особливо притаманне мовам народів, що здійснювали значні історичні міграції — так разом з німецьким і латинським субстратами первинним мовним субстратом (основою) в угорській мові є давній фіно-угорський.
- У випадку з японською мовою, мабуть, навіть термін «адстрат» може виявитись занадто вузьким для адекватного описання ситуації.

## Виноски
1. ↑  Семчинський С.В Субстрат у мовознавстві // Українська радянська енциклопедія : у 12 т. / гол. ред. М. П. Бажан ; редкол.: О. К. Антонов та ін. — 2-ге вид. — К. : Головна редакція УРЕ, 1974–1985., Том 11. кн.1., К., 1984, стор. 39